# Férfi négyesbob az 1976. évi téli olimpiai játékokon
Az 1976. évi téli olimpiai játékokon a bob férfi négyes versenyszámát február 13-án és 14-én rendezték Iglsben. Az aranyérmet a keletnémet Meinhard Nehmer, Jochen Babock, Bernhard Germeshausen, Bernhard Lehmann összeállítású négyes nyerte. A versenyszámban nem vett részt magyar csapat.

## Eredmények
A verseny négy futamból állt. A négy futam időeredményének összessége határozta meg a végső sorrendet. Az időeredmények másodpercben értendők. A futamok legjobb időeredményei vastagbetűvel olvashatóak.
| Helyezés | Csapat                                                                                         | 1.    | 2.    | 3.    | 4.    | Össz.   | Különbség |
| -------- | ---------------------------------------------------------------------------------------------- | ----- | ----- | ----- | ----- | ------- | --------- |
| Arany    | NDK (GDR)-1 · Meinhard Nehmer · Jochen Babock · Bernhard Germeshausen · Bernhard Lehmann       | 54,43 | 54,64 | 55,51 | 55,85 | 3:40,43 |           |
| Ezüst    | Svájc (SUI)-2 · Erich Schärer · Ueli Bächli · Ruedi Marti · Sepp Benz                          | 54,96 | 54,81 | 55,28 | 55,84 | 3:40,89 | +0,46     |
| Bronz    | NSZK (FRG)-1 · Wolfgang Zimmerer · Peter Utzschneider · Bodo Bittner · Manfred Schumann        | 54,82 | 54,87 | 55,53 | 56,15 | 3:41,37 | +0,94     |
| 4.       | NDK (GDR)-2 · Horst Schönau · Horst Bernhardt · Harald Seifert · Raimund Bethge                | 55,11 | 55,12 | 55,63 | 56,58 | 3:42,44 | +2,01     |
| 5.       | NSZK (FRG)-2 · Georg Heibl · Hans Morant · Siegfried Radandt · Fritz Ohlwärter                 | 54,92 | 54,98 | 55,70 | 56,87 | 3:42,47 | +2,04     |
| 6.       | Ausztria (AUT)-2 · Dieter Delle Karth · Andreas Schwab · Otto Breg · Franz Köfel               | 54,66 | 55,80 | 56,10 | 55,65 | 3:43,21 | +2,78     |
| 7.       | Ausztria (AUT)-1 · Fritz Sperling · Kurt Oberhöller · Gerd Zaunschirm · Dieter Gehmacher       | 55,51 | 55,62 | 56,05 | 56,61 | 3:43,79 | +3,36     |
| 8.       | Románia (ROU)-1 · Dragoş Panaitescu-Rapan · Paul Neagu · Costel Ionescu · Gheorghe Lixandru    | 55,54 | 55,51 | 56,18 | 56,68 | 3:43,91 | +3,48     |
| 9.       | Svájc (SUI)-1 · Fritz Lüdi · Thomas Hagen · Rudolf Schmid · Karl Häseli                        | 55,29 | 55,33 | 56,37 | 57,05 | 3:44,04 | +3,61     |
| 10.      | Franciaország (FRA) · Gérard Christaud-Pipola · Alain Roy · André Belle · Serge Hissung        | 55,75 | 55,66 | 56,43 | 57,06 | 3:44,90 | +4,47     |
| 11.      | Olaszország (ITA)-2 · Nevio De Zordo · Ezio Fiori · Roberto Porzia · Lino Benoni               | 55,75 | 55,80 | 57,08 | 57,17 | 3:45,80 | +5,37     |
| 12.      | Olaszország (ITA)-1 · Giorgio Alverà · Piero Vegnuti · Adriano Bee · Francesco Butteri         | 55,59 | 55,92 | 56,94 | 57,42 | 3:45,87 | +5,44     |
| 13.      | Nagy-Britannia (GBR)-1 · Jackie Price · Colin Campbell · Michael Sweet · Malcolm Lloyd         | 56,02 | 56,07 | 56,72 | 57,58 | 3:46,39 | +5,96     |
| 14.      | Románia (ROU)-2 · Ion Panțuru · Constantin Romaniuc · Alexe Gheorghe Tănăsescu · Mihai Nicolau | 56,09 | 56,23 | 56,81 | 57,57 | 3:46,70 | +6,27     |
| 15.      | Egyesült Államok (USA)-1 · James Morgan · Peter Brennan · John Proctor · Thomas Becker         | 56,09 | 56,08 | 56,96 | 57,59 | 3:46,72 | +6,29     |
| 16.      | Svédország (SWE) · Carl-Erik Eriksson · Jan Johansson · Leif Johansson · Kenth Rönn            | 56,12 | 56,48 | 56,87 | 57,65 | 3:47,12 | +6,69     |
| 17.      | Kanada (CAN)-1 · Colin Nelson · Thomas Stehr · David Veale · Jim Lavalley                      | 55,97 | 56,67 | 57,49 | 57,89 | 3:48,02 | +7,59     |
| 18.      | Japán (JPN) · Eszasika Szuszumu · Abe Kazumi · Szató Rikio · Sinada Kimihiro                   | 56,47 | 56,97 | 57,78 | 58,19 | 3:49,41 | +8,98     |
| 19.      | Egyesült Államok (USA)-2 · William Hollrock · Earl Frisbie · Frederick Fritsch · Philip Duprey | 56,61 | 56,86 | 57,89 | 58,35 | 3:49,71 | +9,28     |
| 20.      | Nagy-Britannia (GBR)-2 · Mark Agar · Anthony Norton · Graham Sweet · Andrew Ogilvy-Wedderburn  | 57,21 | 56,88 | 57,75 | 58,01 | 3:49,85 | +9,42     |
| 21.      | Kanada (CAN)-2 · Christopher Frank · William Dunn · Christopher Martin · Brian Vachon          | 57,43 | 56,87 | 57,87 | 58,69 | 3:50,86 | +10,43    |